# 斯特凡·马特拉克
斯特凡·马特拉克（1934年2月6日—2003年4月12日），斯洛伐克男子足球运动员，场上位置是后卫。他曾代表捷克斯洛伐克国奥队参加1964年夏季奥林匹克运动会足球比赛，获得一枚银牌。